# الكرادوة

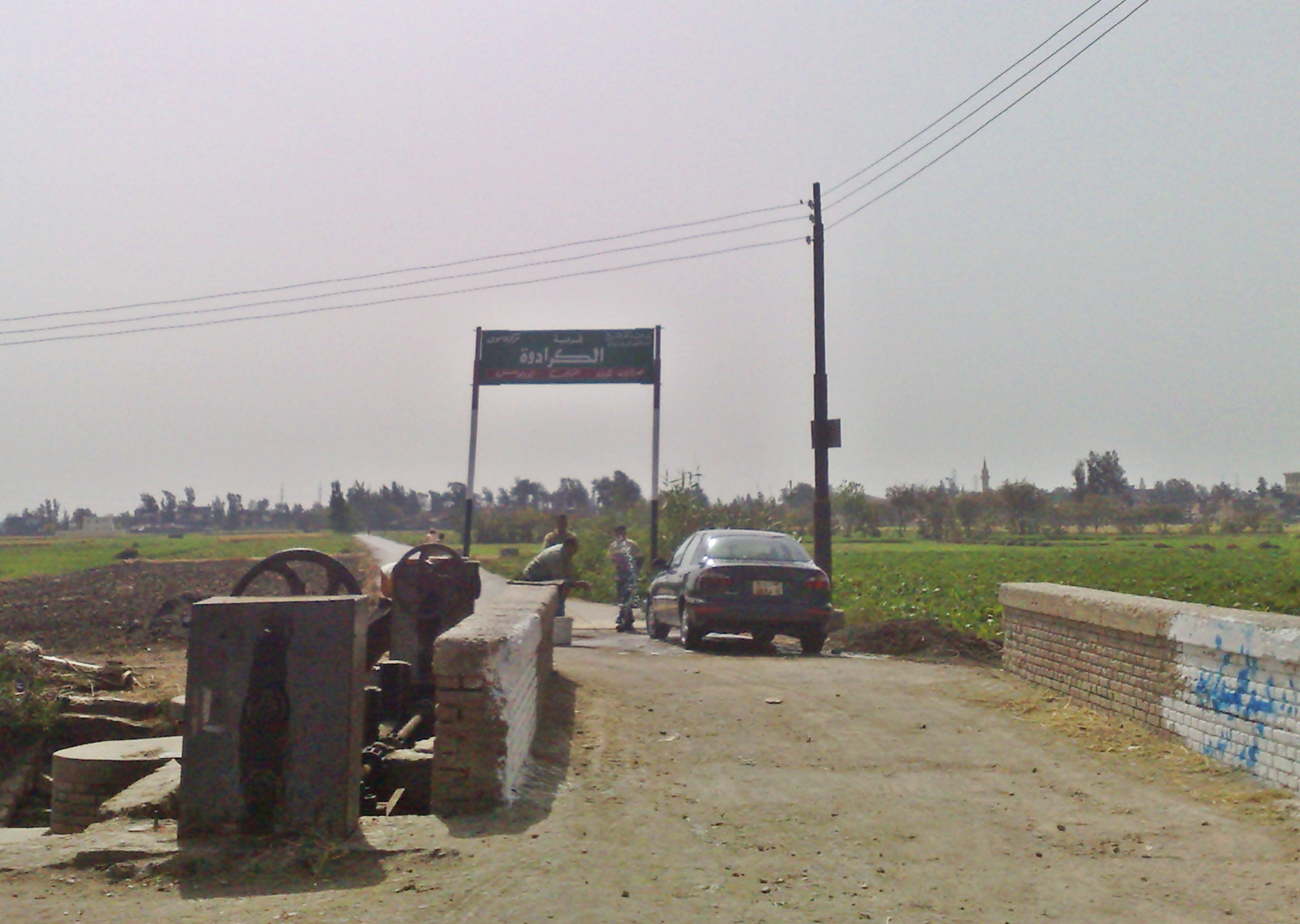
مدخل الكرادوة

الكرادوة، عزبة تابعة لقرية شابة، التابعة لمركز دسوق، التابع لمحافظة كفر الشيخ في جمهورية مصر العربية.